# Tabaporã
Tabaporã is een gemeente in de Braziliaanse deelstaat Mato Grosso. De gemeente telt 10.760 inwoners (schatting 2009).